# 豪爾赫島

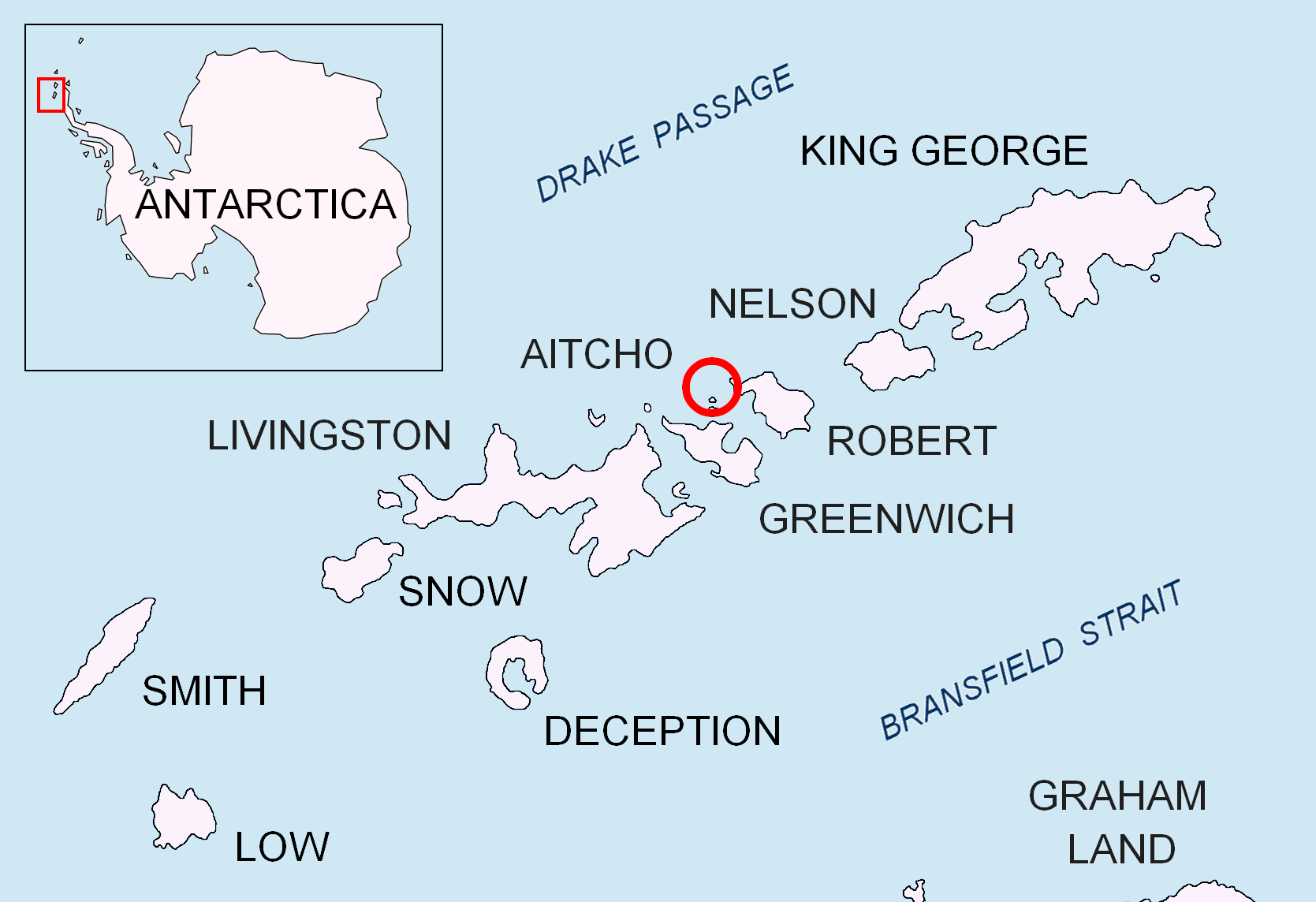

豪爾赫島（英語：Jorge Island）是南極洲的島嶼，屬於南設得蘭群島中艾秋群島的一部分，位於巴里恩托斯島西北2.4公里、比利亞納島以北0.1公里和里克薩群島東北0.5公里，長0.42公里、寬0.3公里，面積0.13平方公里。

## 外部連結
- SCAR Composite Antarctic Gazetteer（页面存档备份，存于）.

62°22′47.1″S 59°45′38.5″W / 62.379750°S 59.760694°W